# Maarten Luther-Universiteit
De Maarten Luther-Universiteit (Martin-Luther-Universität Halle-Wittenberg) is een publieke onderzoeks-georiënteerde universiteit in de steden Halle en Wittenberg in de Duitse deelstaat Saksen-Anhalt. De universiteit ontstond in 1817 uit de samenvoeging van de universiteiten van Halle en Wittenberg.

## Geschiedenis
De universiteit van Wittenberg werd in 1502 opgericht door Frederik de Wijze, keurvorst van Saksen. Onder invloed van Philipp Melanchthon en voortbouwend op de werken van Maarten Luther werd de universiteit in het begin van de 16e eeuw een centrum van de Reformatie. Opmerkelijke docenten en studenten waren Georg Joachim Rheticus, Georg Friedrich Händel, die in Wittenberg rechten studeerde, de beroemde wiskundige Georg Cantor, de filosoof Edmund Husserl en in fictie, William Shakespeares "Prins Hamlet" en Christopher Marlowes "Doctor Faustus".
De universiteit van Halle werd in 1694 opgericht door Frederik III, keurvorst van Brandenburg, die in 1701 als Frederik I, koning van Pruisen werd. Halle werd in de 18e eeuw binnen Pruisen een centrum van het piëtisme.
De universiteit van Wittenberg werd tijdens de napoleontische oorlogen in 1813 gesloten. Tijdens het Congres van Wenen werd in 1815 bepaald dat de stad Wittenberg bij Pruisen kwam. Aansluitend hierop werd de universiteit van Wittenberg in 1817 samengevoegd met de Pruisische universiteit van Halle.
Aken · Augsburg · Bamberg: Otto-Friedrich · Bayreuth · Berlijn (Vrije Universiteit · Humboldt · Technische Universiteit · Kunsten) · Bielefeld · Bochum · Bonn · Braunschweig · Bremen (Universiteit Bremen · Jacobs University) · Chemnitz · Clausthal · Cottbus-Brandenburg · Darmstadt · Dortmund · Dresden · Duisburg-Essen · Düsseldorf: Heinrich Heine · Eichstätt-Ingolstadt · Erfurt · Erlangen-Neurenberg: Friedrich-Alexander · Frankfurt am Main · Frankfurt an der Oder: Europa · Freiberg · Freiburg · Gießen · Göttingen: Georg August · Greifswald: Ernst Moritz Arndt · Hagen · Halle-Wittenberg: Martin Luther · Heidelberg: Ruprecht Karls · Hamburg (Hamburg · HafenCity · Hamburg-Harburg · Helmut Schmidt) · Hannover (Hannover · Medische Hogeschool) · Hildesheim · Hohenheim · Ilmenau · Jena: Friedrich Schiller · Kaiserslautern · Karlsruhe · Kassel · Keulen · Duitse Sporthogeschool Keulen · Kiel: Christian Albrechts · Koblenz-Landau · Konstanz · Leipzig · Lübeck · Lüneburg: Leuphana · Magdeburg: Otto von Guericke · Mainz: Johannes Gutenberg · Mannheim · Marburg: Philipps · München (Ludwig Maximilians · Technische Universiteit · Oekraïense Vrije Universiteit · Universiteit van het Bondsleger) · Münster · Oldenburg: Carl von Ossietzky · Osnabrück · Paderborn · Passau · Potsdam · Regensburg · Reutlingen · Rostock · Saarbrücken · Siegen · Stuttgart · Trier · Tübingen: Eberhard-Karls · Ulm · Vechta · Weimar: Bauhaus · Witten: Herdecke · Wuppertal · Würzburg: Julius Maximilians